# Carol Schmidt (general român)
Carol Schmidt (n. 1886 – d. 1962) a fost un general român de etnie germană, care a luptat în cel de-al doilea război mondial în cadrul armatei române pe frontul de est, aliată cu armata germană nazistă. În 1945 generalul Carol Schmidt a fost pus în retragere.
Generalul de divizie Carol Schmidt a fost trecut din oficiu în rezervă pentru limită de vârstă de la data de 15 august 1945, prin decizia ministerială nr. 1.659 din 22 septembrie 1944.

## Decorații
- Ordinul „Coroana României” în gradul de Comandor (8 iunie 1940)[4]